# Tesprozia
L'unità periferica della Tesprozia (in greco Περιφερειακή ενότητα Θεσπρωτίας?) (in albanese qarku i Çamerise) è una delle quattro unità periferiche in cui è divisa la periferia dell'Epiro. Il capoluogo è la città di Igoumenitsa.
Confina con l'Albania a nord, con l'unità periferica di Giannina ad est e con quella di Prevesa a sud. Per popolazione, è una delle prefetture minori della Grecia.

## Prefettura
La Tesprozia era una prefettura della Grecia, abolita a partire dal 1º gennaio 2011 a seguito dell'entrata in vigore della riforma amministrativa detta Programma Callicrate.
La riforma amministrativa ha anche modificato la struttura dei comuni che ora si presenta come nella seguente tabella:
| Nuovo comune | Vecchio comune | Sede        |
| ------------ | -------------- | ----------- |
| Filiates     | Filiates       | Filiates    |
| Filiates     | Sagiada        | Filiates    |
| Igoumenitsa  | Igoumenitsa    | Igoumenitsa |
| Igoumenitsa  | Margariti      | Igoumenitsa |
| Igoumenitsa  | Parapotamos    | Igoumenitsa |
| Igoumenitsa  | Perdika        | Igoumenitsa |
| Igoumenitsa  | Syvota         | Igoumenitsa |
| Suli         | Suli           | Paramythia  |
| Suli         | Acherontas     | Paramythia  |
| Suli         | Paramythia     | Paramythia  |

## Precedente suddivisione amministrativa
Dal 1997, con l'attuazione della riforma Kapodistrias, la prefettura della Tesprozia era suddivisa in otto comuni e due comunità.
| comune      | codice YPES | capoluogo (se diverso) | codice postale | prefisso tel. |
| ----------- | ----------- | ---------------------- | -------------- | ------------- |
| Acherontas  | 2001        | Gardiki                | 460 31         | 26660-41      |
| Filiates    | 2010        |                        | 463 00         | 26640-22      |
| Igoumenitsa | 2002        |                        | 461 00         | 26650-2       |
| Margariti   | 2003        |                        | 460 30         | 26650-9       |
| Paramythia  | 2004        |                        | 462 00         | 26660-2       |
| Parapotamos | 2005        |                        | 461 00         | 26650-92      |
| Sagiada     | 2007        | Asprokklisi            | 463 00         | 26640-51      |
| Syvota      | 2009        | Plataria               | 461 00         | 26650-71      |
| comunità    | codice YPES | capoluogo (se diverso) | codice postale | prefisso tel. |
| Perdika     | 2006        |                        | 461 00         | 26650-91      |
| Suli        | 2008        | Samonida               | 460 31         | 26660-24      |